# فرودگاه اکستر
فرودگاه اکستر (به انگلیسی: Exeter Airport (United States)) یک فرودگاه همگانی بهره‌برداری هوایی است که یک باند فرود آسفالت دارد و طول باند آن ۸۵۳ متر است. این فرودگاه در شهر اکستر، کالیفرنیا کشور ایالات متحده آمریکا قرار دارد و در ارتفاع ۱۰۴ متری از سطح دریا واقع شده است.